# Habr
Habr (Carpinus) je rod stromů, vzácně keřů. Květy jsou jednopohlavné, v oddělených květenstvích. V samčích jehnědách jsou jednotlivé květy umístěny jednotlivě v úžlabí listenů, okvětí i listénce u nich chybí, tyčinek obsahují 4-12. Samičí květy jsou uspořádány také v jehnědách a mají šupinkovité okvětí a 2 nitkovité blizny. Plod je oříšek s křídlem, které vzniklo srůstem 3 listénců. Opylování i rozšiřování plodů se děje pomocí větru.

## Taxonomie
Původně byl rod habr zařazen do čeledě habrovitých v řadu břízotvarých. S nástupem taxonomického systému APG III byly čeleď habrovitých i řád břízotvarých zrušeny a rod habr byl přeřazen do čeledě břízovitých, umístěné do řádu bukotvarých.

## Rozšíření
Kolem 35 druhů je rozšířeno po celém mírném pásu severní polokoule, nejvíce ve východní Asii. V České republice je původní jen jeden druh: habr obecný (Carpinus betulus). Jiné druhy můžeme vidět jen velmi vzácně v arboretech, např. habr východní (Carpinus orientalis), původem z JV Evropy, dále habr japonský (Carpinus japonica) a habr srdčitý (Carpinus cordata), oba původem z v. Asie.

## Druhy
- Carpinus betulus - habr obecný
- Carpinus caroliniana
- Carpinus chuniana
- Carpinus cordata
- Carpinus dayongiana
- Carpinus eximia
- Carpinus faginea
- Carpinus fangiana
- Carpinus fargesiana
- Carpinus firmifolia
- Carpinus grandis - habr velký †
- Carpinus hebestroma
- Carpinus henryana
- Carpinus japonica - habr japonský
- Carpinus kawakamii
- Carpinus kweichowensis
- Carpinus laxiflora
- Carpinus lipoensis
- Carpinus londoniana
- Carpinus luochengensis
- Carpinus mengshanensis
- Carpinus microphylla
- Carpinus mollicoma
- Carpinus monbeigiana
- Carpinus omeiensis
- Carpinus orientalis - habr východní
- Carpinus paohsingensis
- Carpinus pliofaurei †
- Carpinus polyneura
- Carpinus pubescens
- Carpinus purpurinervis
- Carpinus putoensis
- Carpinus rankanensis
- Carpinus rupestris
- Carpinus shensiensis
- Carpinus shimenensis
- Carpinus tengshongensis †
- Carpinus tientaiensis
- Carpinus tropicalis
- Carpinus tsaiana
- Carpinus tschonoskii
- Carpinus turczaninowii - habr Turčaninovův
- Carpinus uniserata †
- Carpinus viminea
- Carpinus × schuschaensis (kříženec).

## Využití
Nejčastěji se habr obecný vyskytuje v hojně vlhkých půdách, nivních či záplavových oblastech. Je možno jej spatřit i jako součást živého plotu v zahradách (např. v Květné zahradě v Kroměříži) nebo na veřejném prostranství. Nevšedním využitím je habr obecný jako materiál pro vybudování stěn přírodního bludiště.